# El rojo emblema del valor
El rojo emblema del valor o La roja insignia del valor (título original en inglés: The Red Badge of Courage) es una novela bélica escrita por el autor estadounidense Stephen Crane (1871-1900). Ambientada en la guerra civil estadounidense, relata las aventuras de un soldado raso perteneciente al Ejército de la Unión, Henry Fleming, después de que escapa del campo de batalla por temor a la guerra. Angustiado por la posterior vergüenza, anhela obtener una herida —un «rojo emblema del valor»— con la intención de contrarrestar su cobardía. Cuando su regimiento se enfrenta de nuevo al enemigo, Henry actúa como portador de la bandera. 
Pese a que Crane nació después de la guerra, aunado al hecho de que a su tiempo no había presenciado la batalla, la novela es reconocida por su realismo. Comenzó a redactar lo que sería su segunda novela en 1893, para lo cual usó numerosos artículos contemporáneos (por ejemplo, los publicados por Century Magazine) como inspiración. Investigadores sobre el tema han asegurado que el escritor se basó en la Batalla de Chancellorsville para crear el concepto principal de su batalla ficticia. Se declaró que había entrevistado a veteranos de guerra, miembros del Regimiento de la Caballería Voluntaria n.º 124 de Nueva York, conocidos como los «Orange Blossoms». 
Después de que la novela fuera sintetizada y vendida por partes en periódicos durante diciembre de 1894, fue publicada con todo su contenido en octubre de 1895. En 1981 se publicó la primera edición de la traducción en español; un año después se publicó una versión más extensa, basada en el manuscrito original.
La novela es reconocida por su estilo distintivo, que incorpora secuencias realistas de batallas así como un repetido uso de lenguaje figurativo de color y tono irónico. Al tratarse de un estilo narrativo de guerra diferente al tradicional, la historia de Crane refleja la experiencia interna de su protagonista —un soldado que huye del combate— en vez de describir en su mayoría al mundo externo que le rodea. Destacable por el uso de lo que Crane llamaba una «representación psicológica del miedo», las cualidades alegóricas y simbólicas del libro son con frecuencia analizadas por críticos literarios. Los principales temas que la historia explora son la maduración, el heroísmo, la cobardía y la indiferencia ante la naturaleza. El rojo emblema del valor obtuvo una amplia aclamación poco después de su publicación, por lo que Crane debutó como escritor profesional a la edad de 24 años; incluso Herbert George Wells citó «una orgía de elogios» en relación con la aceptación por parte de la prensa literaria. No obstante, tanto la novela como su autor enfrentaron a detractores, tales como el autor y veterano Ambrose Bierce. Tras convertirse en un superventas en su época, se han realizado varias adaptaciones cinematográficas. De esta manera, es catalogada como la novela más importante de Crane, así como uno de los textos más representativos de la literatura estadounidense.

## Argumento
En un día frío, el ficticio Regimiento de Nueva York n.º 304 espera una batalla al lado de un río. Henry Fleming, un soldado de 18 años, mientras recuerda los motivos idealizados por los cuales se enlistó al ejército así como los reproches consecuentes de su madre al respecto, se pregunta si se mantendrá valiente frente al ambiente de miedo que se le presenta, o dará la vuelta y huirá. Ante esto, es consolado por uno de sus viejos amigos, Jim Conklin, quien admite que él huiría de la batalla si sus compañeros también huyeran. En la primera batalla del regimiento, los soldados del ejército confederado embisten, pero son repelidos. De inmediato, el ejército enemigo se reagrupa y de nueva cuenta ataca, por lo que obliga a algunos soldados de la Unión, que no estaban preparados para este nuevo ataque, a huir. Ante el temor de que la batalla haya sido una causa perdida, Henry deserta en su regimiento. Poco después de llegar a la retaguardia del ejército escucha a un general que anuncia la victoria de la Unión.
Avergonzado, Henry escapa hacia un bosque cercano donde luego encuentra un cadáver en un claro tranquilo. En su angustia, apresurado se aparta de la escena y se topa con un grupo de hombres heridos que regresan de una batalla. Un miembro del grupo, el «soldado andrajoso», le pregunta a Henry en qué parte de su cuerpo está lesionado, pero el muchacho evade la pregunta. Entre el grupo se encuentra su amigo Conklin, quien ha recibido un disparo en el costado y sufre demencia dada su pérdida de sangre. Jim muere a causa de su herida, pese a rehusarse de forma desafiante a recibir ayuda de Henry. Debido a esto, se aparta apresurado de ahí sintiéndose enfurecido e impotente, abandonando a los soldados heridos. Luego se incorpora a una columna en retirada que se encuentra en desorden. En estado de pánico, un hombre desconocido golpea a Henry en la cabeza con la base de su rifle, hiriéndolo. Exhausto, hambriento, sediento y herido, el joven decide regresar a su regimiento a pesar de la vergüenza que esto le representa. Al arribar al campamento, los soldados creen que alguna bala lo rozó dejándole esa herida, así que cuidan de él y vendan su lesión.
A la mañana siguiente, Henry vuelve a otra batalla por tercera ocasión. Junto con su regimiento, se encuentra con un pequeño grupo de confederados, y en el enfrentamiento demuestra ser un soldado capaz de luchar en el campo, confortado por el pensamiento de que su anterior cobardía no se presenció, ya que «había llevado a cabo todos sus actos en la oscuridad, y por tanto era aún un hombre». Más tarde, al buscar una corriente de la cual obtener agua con un amigo, descubre a través de manifestaciones por parte del oficial comandante de que su regimiento posee una reputación mediocre. El oficial habla de modo casual acerca de sacrificar el regimiento 304 pues no son más que «conductores de mulas» y «cretinos». A pesar de esto, carece de otros regimientos, así que el general les ordena a sus hombres avanzar.
En la batalla final, Henry funge como el portador de la bandera tras la caída del respectivo escolta. Un conjunto de confederados, ocultos detrás de una valla más allá de un claro, disparan con impunidad al regimiento de Henry, el cual está mal cubierto en una línea arbolada. Oponiéndose a un fuego devastador en caso de permanecer en dicho sitio, y a una desgracia si se inclinan por la rendición, los oficiales preceptúan una embestida. Desarmado, Henry dirige a los hombres eludiendo cualquier tipo de lesión. La mayoría del grupo confederado escapa antes de que el regimiento llegue, aunque cuatro de ellos son capturados como prisioneros. La novela concluye con el siguiente texto:

Llovía. La procesión lenta de soldados cansados se convirtió en un cortejo sucio, quejoso y murmurante, que marchaba con el esfuerzo que se exigiría de un batidor mecánico a través de una balsa de barro líquido, de un tono castaño oscuro, bajo un cielo cargado y desapacible. Sin embargo, el muchacho sonreía porque vio entonces que el mundo era verdaderamente un mundo para él, aunque muchos otros descubrieran que estaba compuesto solamente de palos y maldiciones. Se había librado completa y totalmente de la enfermedad roja de la batalla. Aquella sofocante pesadilla era ya algo que pertenecía al pasado. Había sido un animal llagado y sudoroso, que se ahogaba en el ardor y la angustia de la guerra. Y ahora se volvía, con el ansia y la sed del enamorado, hacia imágenes de cielos tranquilos y sonrientes, de frescos prados y de fríos arroyos... Una existencia de paz, dulce y eterna.

A lo lejos, desde el otro lado del río, avanzaba la flecha dorada de un rayo de sol a través de las huestes de nubes plomizas, cargadas de lluvia.

## Composición

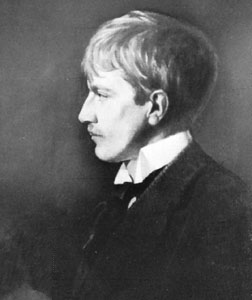
Stephen Crane en 1894; retrato por el artista y su amigo Corwin K. Linson.

A sus 21 años, Stephen Crane publicó su primera novela, Maggie: A Girl of the Streets, en marzo de 1893. Sin embargo, la obra no trascendió ni a nivel comercial ni entre la crítica. El cuento, que carecía de sentimentalismos y su historia se situaba en la calle Bowery de Manhattan, fue descrito por algunos críticos como crudo y vulgar, razón por la que Crane optó por publicar su obra en privado después de que las editoriales se rehusaran a publicarla.
Para su siguiente novela, el autor se inspiró durante los tiempos en los que descansaba en el estudio de uno de sus amigos, a comienzos del verano de 1893. En tal lugar comenzaron a atraerle distintas ediciones de Century Magazine que se enfocaban en batallas y líderes militares distinguidos de la guerra civil estadounidense. Frustrado por aquellas historias escritas de modo seco, manifestó: «Me llama la atención que algunos de aquellos compañeros [los soldados] no dicen cómo se sienten en esas peleas. Tal vez sí expresaron lo que hicieron, y lo suficiente, pero demuestran que son tan poco emocionales como las rocas». Releyendo artículos de la revista luego de visitas posteriores al estudio, se inclinó por escribir una novela de guerra. Poco después declaró que «inconscientemente, había diseñado el detalle de la historia a lo largo de la mayor parte de mi infancia» y que había imaginado «historias de la guerra desde que había abandonado los pantalones bombachos».
Crane fue contratado de manera indefinida como escritor independiente, y contribuyó en la composición de artículos para diversos periódicos de Nueva York. Fue entonces en junio de 1893 cuando comenzó a escribir lo que sería El rojo emblema del valor, época en la que vivía con su hermano mayor Edmund en Lake View, Nueva Jersey. Crane concibió la historia desde la óptica de un joven soldado raso, Henry Fleming, quien al principio del libro se presenta como un individuo que sueña con la gloria que efectúa la guerra, y que después se desilusiona al percatarse de la realidad de esta luego de experimentarla. Tomó el apellido «Fleming» que poseía su cuñada. Declararía que los primeros párrafos del escrito le vinieron «con cada palabra en su lugar, cada coma, cada punto fijado». Redactando en su mayoría a deshoras y con poca luz, escribía desde medianoche hasta las cuatro o cinco de la mañana. Debido a que no poseía una máquina de escribir, escribió con tinta y a mano sobre papel de tamaño legal. En caso de que cambiara algo que le disgustase, reescribía la página. Poco después se mudó a Nueva York, lugar en el que acabó de redactar la novela, en abril de 1894.

## Publicación

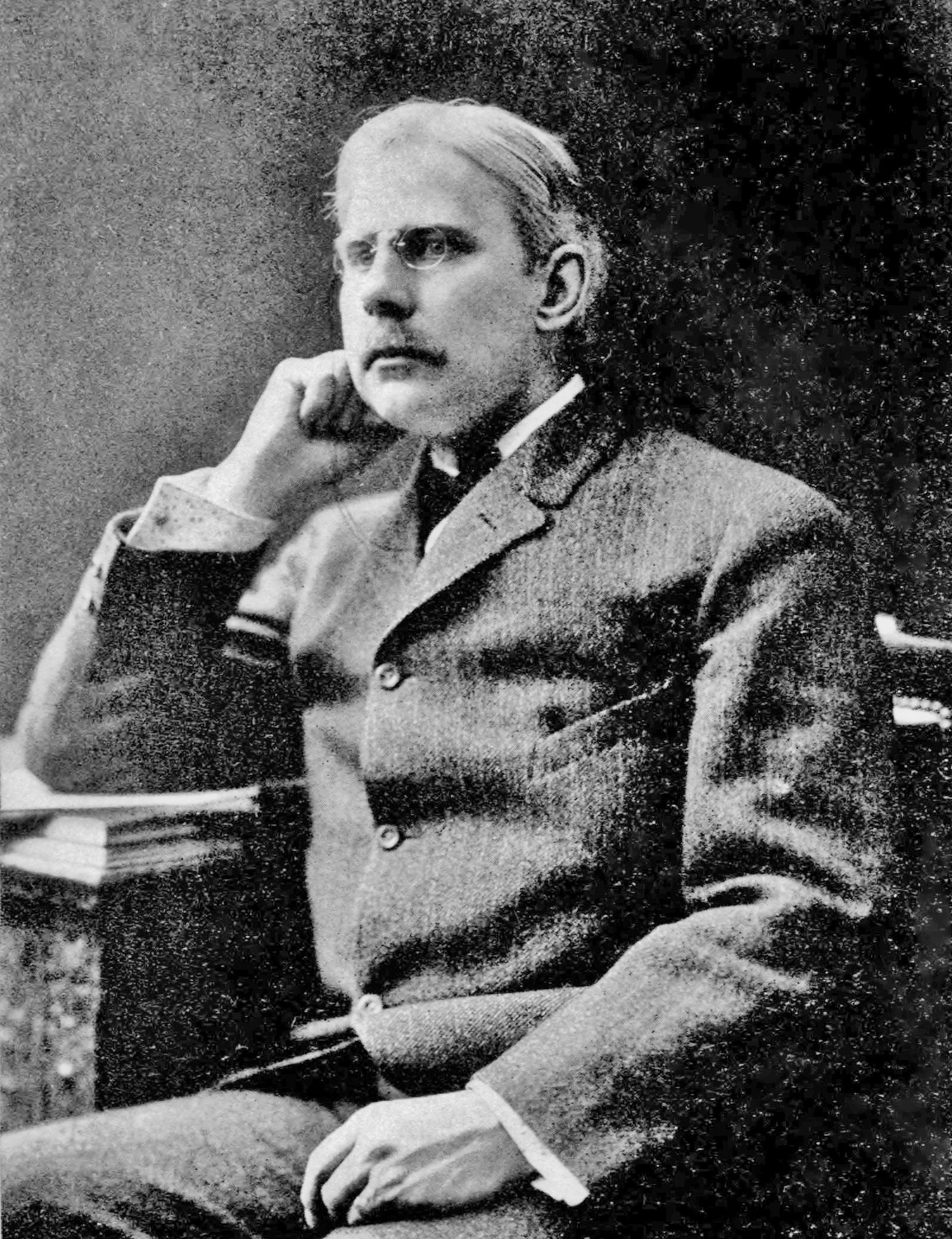
Irving Bacheller (en la imagen) difundió una versión resumida de El rojo emblema del valor a través de su periódico The Philiadelphia Press previo a su publicación por completo en 1895.

El título original del manuscrito de 55 000 palabras de Crane era «Private Fleming/His various battles» («Soldado Fleming/Sus varias batallas»); no obstante, con el fin de conferirle un sentido de una narrativa menos tradicional sobre la Guerra Civil, el fin cambió el título a The Red Badge of Courage: An Episode of the American Civil War (El rojo emblema del valor: un episodio de la Guerra Civil estadounidense). A principios de 1894, el escritor envió el manuscrito a S. S. McClure, quien lo guardó alrededor de seis meses sin publicar ningún ejemplar. Desilusionado, el autor exigió que se le regresara la novela, por lo que la cedió a Irving Bacheller en octubre. Una versión sintetizada de su relato fue vendida por partes (como se acostumbraba en publicaciones de aquella época) por primera vez en el periódico de The Philadelphia Press, en diciembre de 1894. Esta versión de la historia —a la que se le suprimieron 18 000 palabras en el proceso de edición, con el fin específico de publicar de forma dividida la novela— fue reimpresa en periódicos a lo largo de América, estableciendo la fama del novelista. El biógrafo de Crane, John Berryman, declaró que la historia se publicó en al menos 200 pequeños diarios de la ciudad, y unos 550 periódicos semanales. En octubre de 1895, otra versión —que presentaba 5 000 palabras menos que el manuscrito original— se imprimió en formato de libro por D. Appleton & Company. Esta versión de la novela difería en gran parte con la edición original del autor; la omisión de muchas partes se debió, de acuerdo a estudiosos del tema, a las demandas de un trabajador de Appleton, que tenía miedo de presenciar la desaprobación del público por cierto contenido de la novela. Algunas porciones del manuscrito original que fueron removidas de la versión de 1895 incluían todos los textos del capítulo 12, así como los desenlaces de los capítulos 7, 10 y 15.
El contrato de Crane con Appleton le permitió recibir solo un 10% de beneficios de todas las copias vendidas. No obstante, el contrato estipulaba que no tenía derecho a recibir regalías de los libros vendidos en Gran Bretaña, en donde la novela fue lanzada por la editorial Heinemann a principios de 1896, como parte de su colección Serie pionera. En 1982, W. W. Norton & Company publicó una versión de la novela basada en la original de Crane de 1894, que contenía 55 000 palabras. Editada por Henry Binder, esta versión es cuestionada por quienes creen que el autor de la novela realizó las ediciones de la composición original de 1895 de Appleton por su voluntad. Desde su primera publicación, la novela no se ha descontinuado del mercado.

### Publicación en español
Existen dos traducciones en español de El rojo emblema del valor. La primera fue publicada en 1981 por la editorial española Grupo Anaya, con la traducción de Micaela Missiego. Dicha versión incluyó las ilustraciones originales de Charles Mozley que aparecieron en la edición inglesa publicada por J. M. Dent & Sons LTD en Londres, en 1971. El diseño y cubierta corrió a cargo de la compañía Rolando & Memelsdorff de Barcelona. Desde la publicación original, la editorial ha publicado distintas versiones; la última, en octubre de 2003.
En lo que concierne a la segunda traducción, Ediciones Gaviota obtuvo los derechos para publicar su propia edición. De esta manera, lanzó una versión en 1997, esta ocasión titulada La roja insignia del valor, con 216 páginas, a comparación de las 208 que publicó Anaya. Desde entonces, la editorial ha incorporado la novela en series de recopilaciones novelísticas, ya sea en Colección Trebol/Gaviota Series, Clover Series y Colección Trébol.

## Contexto histórico preciso e inspiración

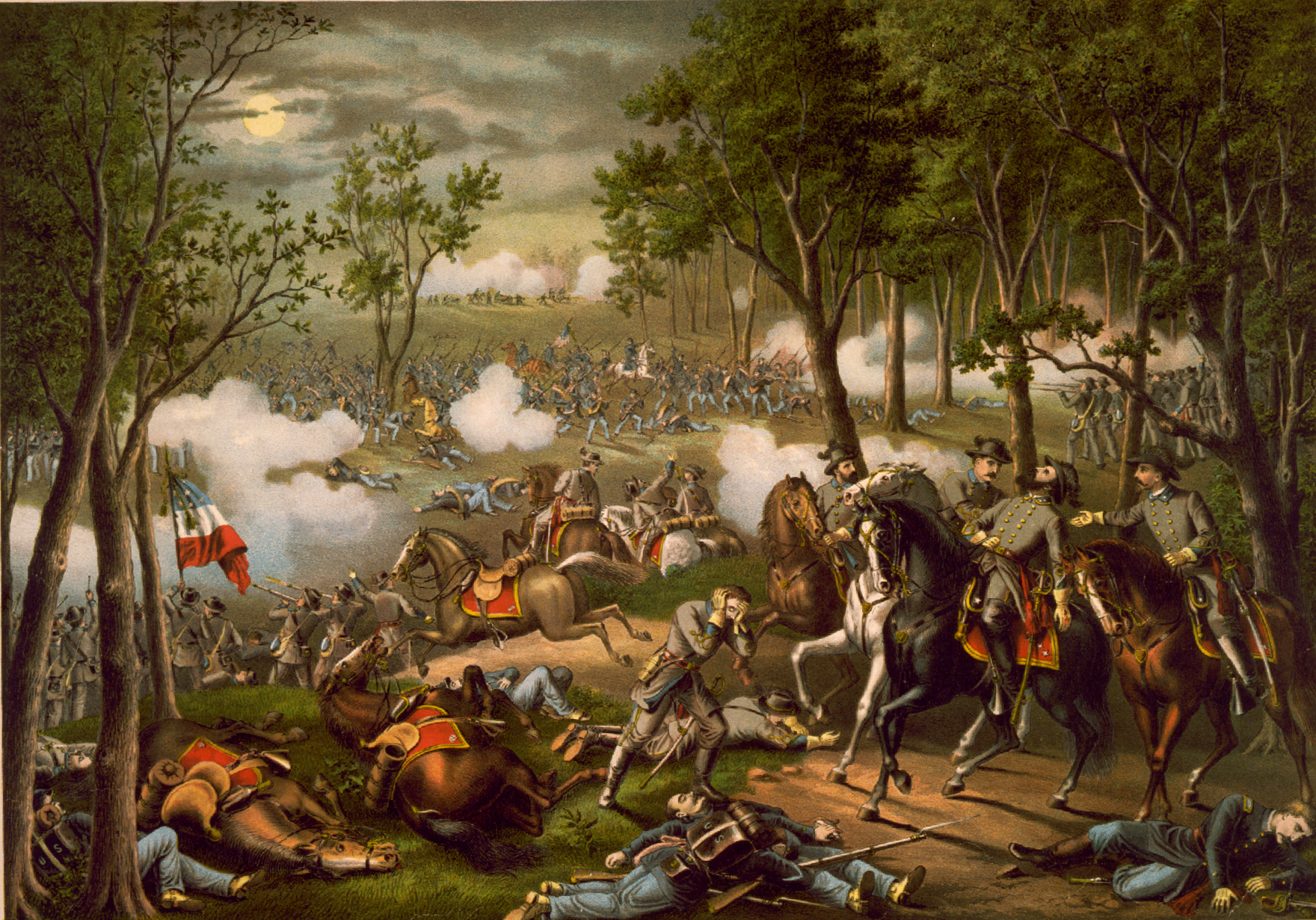
Pintura que representa la Batalla de Chancellorsville, publicada por Kurz and Allison.

Si bien Crane en una ocasión escribió en una carta que «No puedes decir nada [...] a menos que tú mismo estés en esa situación», redactó El rojo emblema del valor sin haber presenciado ningún suceso de guerra. No obstante, sirvió como periodista bélico durante las guerras greco-turca e hispano-estadounidense. La representación realista del campo de batalla que se describe en El rojo emblema del valor a menudo ha engañado a lectores al creer el hecho de que Crane (pese a haber nacido seis años después del término de la guerra civil estadounidense) fue un veterano. Al intentar exponer su habilidad de escribir sobre las batallas de una forma realista, el autor expresó: «Nunca he estado en ninguna batalla, pero creo que obtuve este sentido de escribir a partir de mi furia en cualquier conflicto en un campo de fútbol, o tal vez pelear es un instinto hereditario y escribí intuitivamente. Los Crane eran una familia de luchadores hace mucho tiempo».
El escritor se apoyó de gran variedad de fuentes, con tal de describir batallas de manera realista. La serie «Battles and Leaders», de la revista Century, sirvió como su inspiración directa para la creación de la novela, y un cuento —«Recollections of a Private» de Warren Lee Goss— contiene una considerable cantidad de similitudes con el trabajo de Crane. Thomas Beer escribió en su conflictiva biografía de 1923 que un amigo desafió a Crane a escribir El rojo emblema del valor después de haber anunciado que podría hacer algo mejor que La Débâcle de Émile Zola. Esta anécdota no ha podido ser verificada. La metáfora del «rojo emblema del valor» pudo haberse creado a partir de eventos reales. El historiador Cecil D. Eby Jr. señaló que el oficial de la Unión Philip Kearny insistió en que sus tropas portaran parches de insignia de la unidad de un color rojo brillante, las cuales por el tiempo eran conocidas como representaciones de valor y valentía. Aunque la Caballería Voluntaria de Nueva York n.º 304 es ficticia, muchas estrategias y sucesos de la novela son parecidos a eventos reales que ocurrieron en la Guerra Civil. Detalles que conciernen a campañas durante la guerra, en especial en cuanto a formaciones de batalla y las acciones durante la Batalla de Chancellorsville, han sido percibidas por ciertos críticos literarios.
Se ha considerado el hecho de que el autor escuchó varias historias de la guerra en la plaza del pueblo de Port Jervis, Nueva York (en donde su familia vivió cierto tiempo) contadas por miembros del Regimiento de la Caballería Voluntaria n.º 124 de Nueva York, conocidos como los «Orange Blossoms». Los «Orange Blossoms» batallaron por primera vez en el conflicto de Chancellorsville, que se cree por historiadores como inspiración de las batallas presentadas en El rojo emblema del valor. Existió un soldado raso llamado James Conklin, que luchó con el Regimiento de Caballería Voluntaria n.º 124 de Nueva York. De la misma manera, el cuento de Crane «The Veteran», publicado en la revista McClure's Magazine un año después que El rojo emblema del valor, describe a un anciano Henry Fleming, que identifica a su primera experiencia de combate a una acción que se sitúa en Chancellorsville.

## Estilo y género
El rojo emblema del valor emplea un estilo distintivo que con frecuencia es descrito como naturalista, realista, impresionista o una mezcla de las tres. Se hace uso de una narrativa en tercera persona desde el punto de vista de un narrador omnisciente que, por un lado, tiene perspectiva histórica (la batalla que sirve de marco a la acción es real) y por otro describe no sólo los actos, sino también los más profundos pensamientos de los personajes. La novela refleja un conflicto interno a través del personaje Henry Fleming —un joven soldado que huye del combate— aún más que del mundo que lo rodea. Destacan las vívidas descripciones y la cadenciosa prosa que El rojo emblema del valor presenta, mismas que ocasionan suspenso a lo largo de la secuencia narrativa. Ciertos críticos han recalcado el uso repetitivo de la imagen visual durante todo el libro, tanto literal como figurativa, como prueba de cómo la novela hace muestra del impresionismo. Se mencionan uniformes tanto azules como grises, así como la luz del sol amarilla y naranja y bosques verdes, mientras que los rostros de los individuos se tornan rojizas gracias a la ira o el coraje y grises con la muerte. Crane utiliza imaginería animalista para comentar sobre la gente, la naturaleza y la guerra misma. Por ejemplo, la novela inicia al retratar al ejército como una entidad viviente: «un ejército extendido sobre las colinas, que descansaba».
Al desarrollarse durante una serie de batallas, la novela El rojo emblema del valor no utiliza una narrativa tradicional de la Guerra Civil. Con la centralización de la compleja lucha interna de su personaje principal, en vez de la guerra, a menudo la novela divide a los lectores en cuanto a demostrar si la historia está hecha a favor o en contra de la guerra se refiere. Tras evitar detalles políticos, militares y geográficos del conflicto entre los estados, la historia evita hacer mención de su contexto histórico. De hecho, resulta notable la falta de fechas en la que la acción toma lugar y los nombres de las batallas como método de ubicación; dichas omisiones distraen la atención de patrones históricos con el fin de concentrar al lector en la violencia emocional de la batalla. El escritor aludió a este aspecto en una carta en la que afirmaba haber deseado describir a la guerra a través de «una representación psicológica del miedo».
Un autor que comenzó a escribir después de más de treinta años del debut del libro, Joseph Conrad, concordó con el hecho de que el conflicto principal era interno en lugar de externo, y de que Fleming «está frente a lo desconocido. A él le gustaría probar a sí mismo a través de ciertos procesos de razonamiento que no 'escapará de la batalla'. Y en su regimiento sin sangre no puede encontrar ninguna ayuda. Está solo con su problema del valor». La interpretación realista del escritor acerca de lo psicológico evocó un eco con los críticos literarios. Así, un crítico contemporáneo escribió para el The New York Press: «A veces la descripción es tan vívida que es casi sofocante. El lector se encuentra justo en donde el patriotismo es disuelto en sus elementos y donde sólo se puede ver una docena de hombres disparando de manera ciega y grotesca en el humo. Ésta es la guerra desde un nuevo punto de vista».
Con un intenso uso de ironía, simbolismo y metáforas, la novela da paso a una lectura menos sencilla. Como sucede en muchas de las obras ficticias de Crane, el diálogo empleado utiliza con frecuencia un distintivo dialecto local, contribuyendo a su aparente historicidad. Jim Conklin medita al principio de la novela: «I s'pose we must go reconnoiterin' 'round th' kentry jest t' keep 'em from gittin' too clost, or t'develope'm, or something» («Supongo que tenemos que ir explorando todos estos sitios de alrededor sólo para impedirles que se acerquen demasiado o para hacerles desplegar sus fuerzas o algo así»). Dicho tono irónico incrementa con severidad mientras se desarrolla la historia de la novela, en especial en términos de distancia irónica entre el narrador y el protagonista. En efecto, el título de la obra es irónico; Henry desea que «él también hubiera podido ostentar una herida, un rojo emblema del valor», indicando su deseo de haber obtenido una cicatriz en las batallas. La herida que recibe (de la base del rifle de un soldado de la Unión) no es un emblema de valor sino de vergüenza.
Tras sustituir epítetos por los verdaderos nombres de los personajes («el muchacho», «el soldado andrajoso», «el soldado alto», entre otros), Crane inyecta una cualidad alegórica dentro de su obra, causando que sus personajes apunten hacia una característica específica del hombre. Se han hecho diversas interpretaciones en lo que respecta a significados ocultos en El rojo emblema del valor. Comenzando con la biografía del narrador de 1968 que escribió Robert W. Stallman, una considerada cantidad de examinadores han explorado la novela en términos de una alegoría cristiana. En el caso de la muerte del amigo tipo Cristo de Henry Fleming, es decir Jim Conklin, resulta evidente por las señales que brinda la lectura. Estas características alegóricas también reposan sobre la oración final del capítulo 9 en la que se refiere al Sol como una «oblea feroz» en el cielo. John Berryman fue uno de los primeros analistas en interpretar la novela como un yermo moderno a través del cual el protagonista interpreta un ser humano común. Incluso otros dicen que la novela tiene una estructura naturalista, comparándola con la obra de Theodore Dreiser, Frank Norris y Jack London.

## Temáticas
Como el título de la obra sugiere, el tema principal de la novela debate con la aspiración de Henry Fleming de probarse a sí mismo que es un soldado digno de obtener su «rojo emblema del valor». Los primeros doce capítulos, punto en el que recibe su imprevista herida, exponen su cobardía. Los capítulos posteriores detallan su crecimiento y, al parecer, su resultante heroísmo. Previo al inicio de la batalla, el protagonista de la novela idealiza la guerra; lo poco que sabía acerca de la batalla que había aprendido de los libros: «Había leído relatos de marchas, asedios, conflictos, y había ansiado profundamente verlos». Por tanto, cuando afronta a la dura realidad de la guerra, Henry se conmociona, y, de esta manera, su idealismo se tambalea. Al consolarse con sus pensamientos existenciales, lucha consigo mismo para darle sentido al mundo en el que se encuentra, pues no le encuentra razón a éste. Cuando parece llegar a un acuerdo con su situación, está de nueva cuenta obligado a los temores de la batalla que lo amenazan con despojarlo de su identidad progresista. Joseph Hergesheimer escribió en su introducción de la edición de la novela que publicó Knopf en 1925 que, en su corazón, El rojo emblema del valor fue una «historia del nacimiento, en un niño, de un conocimiento y dominio de sí mismo».
No obstante, el texto es ambiguo, por lo que resulta cuestionable el hecho de que Henry madure o no en el transcurso de la historia. Como el crítico literario Donald Gibson declaró en The Red Badge of Courage: Redefining the Hero: «la novela se debilita a sí misma. Ésta menciona que no hay respuesta alguna a las preguntas que hace; aunque diga lo contrario [...] Dice que Henry Fleming finalmente ve las cosas como son; dice que es un tonto engañado. Dice que Henry no ve las cosas como son; pero tampoco nadie más lo hace». Si bien el crítico y biógrafo de Crane, Stallman, explicó el «cambio espiritual» de Henry en el desenlace de la historia, también considera este tema difícil de defender a la luz del final enigmático de la novela. A pesar de que Henry «progresa en cuanto a su masculinidad y triunfo moral», en el momento en el que comienza a madurar al dejar sus anteriores «nociones románticas», «la educación del héroe concluye como inició: en autodecepción». El analista William B. Dillingham también indicó la paradoja del heroísmo presente, primordialmente en términos del lapso introspectivo del personaje hacia un auto abandono sin razón durante la segunda mitad del libro. Dillingham afirmó que «con el fin de ser valiente, en el momento de la lucha física, un hombre debe abandonar sus mejores habilidades humanas, razón e imaginación, y actuar por instinto, incluso de una manera animalista».
La indiferencia en un mundo natural es un tema recurrente en la obra de Crane. Al comienzo de la novela, mientras los regimientos avanzan hacia las batallas, el cielo es descrito como un inocuo «azul mágico». En el capítulo siete, Henry percibe la tranquilidad inexplicable de la naturaleza, «una mujer que siente una honda aversión hacia la tragedia», incluso cuando la batalla se desencadena. De una manera semejante, el cielo mismo es indiferente ante el sacrificio que se encuentra en el campo de batalla. La dicotomía entre el dulzor de la naturaleza y la destructividad de la guerra se describe con más detalle en el capítulo 18: «Una nube de humo oscuro, como surgiendo de ruinas ardientes, subió hacia el sol, que ahora aparecía, brillante y alegre, en un cielo esmaltado de azul». Sin embargo, después de su deserción, Henry encuentra algo de comodidad en las leyes de la naturaleza, que parecen afirmar brevemente su cobardía:

El panorama le dio seguridad. Era un campo dorado que poseía vida. Era la religión de la paz. Un campo que moriría, si sus tímidos ojos fueran obligados a contemplar la sangre. Imaginó a la naturaleza como una mujer que siente una honda aversión hacia la tragedia [...] Lanzó una piña hacia una alegre ardilla, que corrió charloteando con miedo. Se paró en la cima de un árbol y, sacando la cabeza cautelosamente por detrás de una rama, miró hacia abajo con aire de sobresalto. El muchacho se sintió triunfante ante esta exhibición. Aquí estaba la ley, se dijo. La naturaleza le había mandado una señal. La ardilla, inmediatamente después de darse cuenta del peligro, se había dado a la fuga sin detenerse. No había permanecido impasible, ofreciendo su peludo vientre al proyectil para morir con una mirada hacia lo alto, a los cielos compasivos. Al contrario, había huido tan rápidamente como podían llevarla las patas.

## Recepción
Desde su publicación original, analistas han asegurado que El rojo emblema del valor recibió críticas favorables en su mayoría; en particular, se dijo que era una obra muy moderna y original. La edición que lanzó Appleton en 1895 experimentó un total de diez ediciones en el primer año, haciendo de Crane un éxito de la noche a la mañana a los 24 años de edad. Herbert George Wells, amigo del autor, escribió que la novela recibió una «orgía de elogios» tanto en Inglaterra como en Estados Unidos. Un crítico anónimo de The New York Press escribió poco después de la publicación de la novela que «Quienquiera que asocie a un autor con un genio no está bien, pero cabe confesar que El rojo emblema del valor es una novela abierta a la sospecha de tener un mayor poder y originalidad rodeados de talento». Un crítico de The New York Times se impresionó por la representación realista de la guerra que Crane sugiere; así, escribió que el libro «sorprende al lector como si fuera una declaración de hechos por un veterano», sensación que repercutió asimismo en el crítico de The Critic, quien definió a la novela como «un libro de verdad; de verdad a la vida, ya sea tomado como una transcripción literal de las experiencias de un soldado en su primera batalla, así como [...] una gran parábola de una lucha interior que cada hombre debe enfrentar».
La novela, no obstante, efectivamente encaró detractores. Ciertos críticos relacionaron a la juventud e inexperiencia del escritor como un concepto conflictivo, en vez de impresionante. De hecho, un crítico analizó: «Mientras el Sr. Crane es bastante joven como para escribir a partir de su experiencia, los horribles detalles de su libro deben ser resultado de una imaginación muy febril». El novelista y su obra también fueron juzgados por soldados de edad avanzada; uno en particular, Alexander C. McClurg —general de brigada que fungió como tal en las batallas de Chickamauga y Chattanooga— escribió una larga carta a The Dial (del cual su empresa editorial era propietaria) en abril de 1896, arremetiendo contra la novela citándola como «una sátira viciosa de soldados y ejércitos estadounidenses». El autor Ambrose Bierce, conocido por su narrativa ficticia de la Guerra Civil, también manifestó su desdén por la novela y su autor. Mientras un analista de The New York Journal se refirió a El rojo emblema del valor como una pobre imitación de la obra de Bierce, este respondió felicitándole tras exponer el «loco de Crane». Cabe mencionar que una cierta cantidad de críticos también hallaron la falla del novelista en su estilo narrativo, errores de gramática, y una evidente falta de trama tradicional.

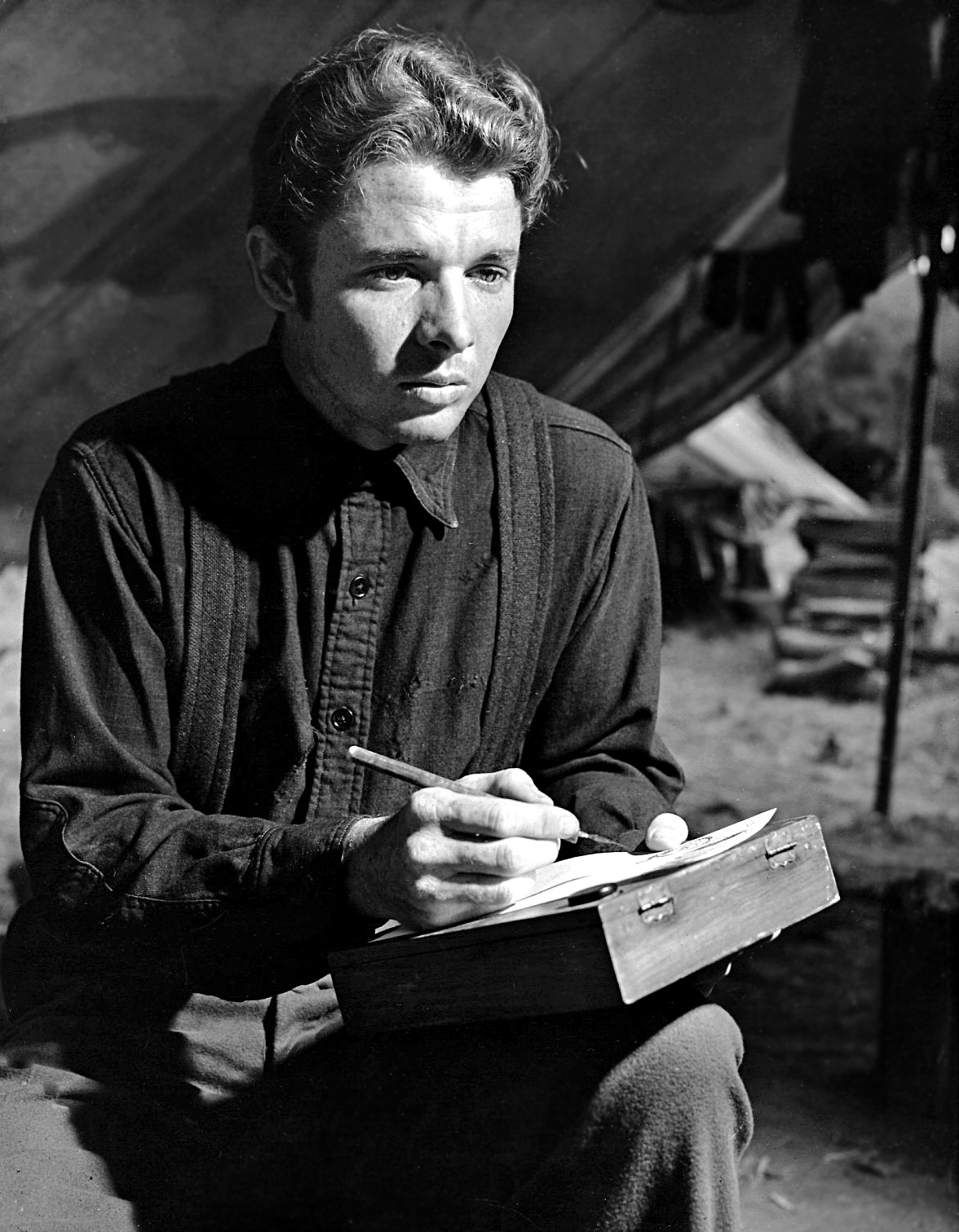
Interpretación de Audie Murphy como Henry Fleming en la película de 1951 Medalla roja al valor.

Si bien finalmente se convirtió en un superventas en Estados Unidos, El rojo emblema del valor se volvió más popular y vendió más rápido en Inglaterra después de que fuera publicada en 1895. A Crane le agradó el hecho de que su novela causara éxito en el ámbito internacional; como muestra le expresó a un amigo suyo: «Sólo tengo un orgullo y ése es que la edición inglesa de El rojo emblema del valor fue recibida [sic] con grandes elogios por parte de los críticos ingleses. Me siento orgulloso de esto simplemente porque aquella gente parece ser más justa y más difícil de ganarse». A su vez, crítico, veterano de guerra y miembro del Parlamaneto, George Wyndham sostuvo que la novela es una «obra maestra», pues aplaudió la habilidad del autor de «ambientar el drama del hombre, por decirlo así, vía la mente de uno, y después te dirige como a un teatro». Harold Frederic declaró en su reseña sobre el relato lo siguiente: «Si hubo en existencia libros con un personaje semejante, se podría comenzar con confianza expresando que era el mejor de su clase. Pero no existe tal parecido. Se trata de un libro libre de toda clasificación. Por eso a diferencia de cualquier otra cosa la tentación continúa aún más que es posible negar que se trata de un libro». Frederic, quien poco después trabaría amistad con el escritor cuando este último se trasladó a Inglaterra en 1897, yuxtapuso el tratamiento de la guerra que utiliza la novela a aquellos que utilizan Leo Tolstoy, Émile Zola y Victor Hugo, a cuyas obras definió como «positivamente [...] frías e ineficaces» al compararlas con El rojo emblema del valor.

## Legado

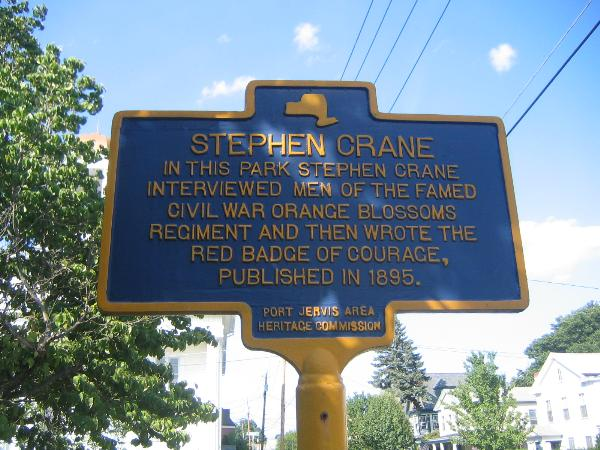
Placa histórica que conmemora a Crane y que hace alusión al sitio en el que entrevistó a un soldado de la Guerra Civil, en Port Jervis, Nueva York.

El mismo Crane opinó sobre la novela: «No creo que The Red Badge sea la gran cosa pero la misma temática que maneja intensifica la novela, y el escritor no puede [sic] alcanzar tal intensidad diariamente». Para el resto de su carrera —falleció de tuberculosis a los 28 años de edad— El rojo emblema del valor sirvió como el ejemplo estándar contra el cual el resto de sus trabajos fueron comparados. Appleton imprimió de nueva cuenta la novela en 1917, poco después de que Estados Unidos se integró a la Segunda Guerra Mundial, reeditándola otras tres veces más dicho año.
A partir del resurgimiento de la popularidad de Crane en la década de 1920, El rojo emblema ha sido catalogado como un texto importante de Estados Unidos, así como la obra más representativa del autor. Mientras críticos modernos han señalado la «anticipación [de Crane] de un espectáculo moderno de la guerra», otros —tales como un alumno del novelista, Stanley Wertheim— consideran que la novela es «sin duda alguna la novela más realista sobre la Guerra Civil estadounidense». Donald Gibson se refirió a la novela como «avanzada para su tiempo» porque al parecer «no se ajustó a cada una de las nociones contemporáneas sobre qué tenía que ser y hacer la literatura». Adicionalmente, un gran cantidad de antologías novelísticas han incluido a la novela, inclusive en la colección de Ernest Hemingway de 1942 Men at War: The Best War Stories of All Time. En la introducción, Hemingway expresó que la novela «es uno de los mejores libros de nuestra literatura, y lo incorporo completo porque todo de lo que está compuesto es como un gran poema». Robert W. Stallman escribió una introducción en la edición de 1951 que la editorial Modern Library realizó del libro que contenía una de las primeras evaluaciones modernas de la novela.
Asimismo, se han realizado numerosas adaptaciones fílmicas. En 1951 se proyectó en el cine la primera versión cinematográfica de Medalla roja al valor; dirigida por John Huston, el largometraje se compuso por un reparto integrado por el ganador de la Medalla de Honor Audie Murphy, quien caracterizó a Henry Fleming, así como de Bill Mauldin, Douglas Dick, Royal Dano y John Dierkes. Estando el guion a cargo de Huston y Albert Band, la película experimentó una serie de problemas al momento de su producción, atravesó el presupuesto indicado, y se redujo a solamente setenta minutos de duración, pese a las objeciones del director. Una película televisiva se estrenó en 1974, protagonizada por Richard Thomas como Fleming, Más recientemente, la película checa de 2008 Tobruk está basada en parte en El rojo emblema del valor.